# تیخایا سوسنا
تیخایا سوسنا (انگلیسی: Tikhaya Sosna) یک رودخانه در استان بلگورود کشور روسیه است.